# Embedsmand (film)
Embedsmand (russisk: Государственный чиновник) er en sovjetisk film fra 1930 af Ivan Pyrjev.

## Medvirkende
- Maksim Shtraukh som Apollon Fokin
- Lidija Nenasjeva som Fokina
- Naum Rogozjin som Razverzajev
- Leonid Jurenev som Fon Mekk
- Aleksandr Antonov